# 佩妮娜·戴维森
佩妮娜·贾丝明·戴维森（1995年9月2日—）為紐西蘭女子籃球運動員，現效力於女子超級籃球聯賽國泰人壽。

## 生平
戴维森出生於紐西蘭奧克蘭。
2025年1月10日，女子超級籃球聯賽國泰人壽簽下戴维森。

## 外部連結
- 佩妮娜·戴维森在fiba.basketball（英语）
- 佩妮娜·戴维森在archive.fiba.com（存檔）（英语）
- 佩妮娜·戴维森在fiba3x3.com（英语）
- 佩妮娜·戴维森在Sports-Reference.com（NCAA）（英语）
- 佩妮娜·戴维森在Eurobasket.com（球員）（英语）
- 佩妮娜·戴维森在Flashscore（英语）